# Carl Brun

Carl Brun (um 1914)

Carl Brun (* 2. September 1851 in Hamburg; † 6. Januar 1923 in Zürich), heimatberechtigt in Genf, war ein Schweizer Kunsthistoriker.

## Leben
Carl Brun war der Sohn eines gleichnamigen Genfer Geschäftsmannes. Ab 1869 wohnte er in Zürich, wo er an der Universität bei Johann Rudolf Rahn und Salomon Vögelin Kunstgeschichte studierte. Studienreisen führten ihn ins benachbarte Ausland und nach Spanien. 1882 heiratete er Anna Spyri, die Schwester von Emilie Kempin-Spyri und Nichte von Johanna Spyri.
Von 1883 bis 1921 war er Lehrer für Kunstgeschichte an der Höheren Töchterschule Zürich. Daneben war er von 1890 bis 1902 Privatdozent an der Universität Zürich und von 1902 bis 1921 ao. Professor für Kunstgeschichte. Zusätzlich war er von 1902 bis 1923 Privatdozent an der Eidgenössischen Technischen Hochschule (ETH). Brun war Vorstandsmitglied der 1880 in Zofingen gegründeten Vaterländischen Gesellschaft für Erhaltung historischer Denkmäler.
Vom Schweizerischen Kunstverein wurde er 1905 zum Redaktor des von Friedrich Otto Pestalozzi (1846–1940) angeregten Schweizerischen Künstler-Lexikons ernannt. Die Entstehung dieses in vier Bänden erschienenen Lexikons leitete er bis zur Herausgabe des Supplementbandes 1917. Es war die erste umfassende Sammelbiografie zur Schweizer Kunst. Die Fortsetzungsarbeiten dieses Standardwerks dienten als Grundlage für das Künstlerlexikon der Schweiz, 20. Jh.
Von 1890 bis 1922 war Brun Leiter der Graphischen Sammlung der ETH Zürich als Nachfolger von Gottfried Kinkel. und von 1891 bis 1922 Präsident der Gottfried Keller-Stiftung. Neben seiner Tätigkeit für das Schweizerische Künstler-Lexikon war er bereits ab 1882 Mitarbeiter von Julius Meyer bei dessen Herausgabe der zweiten Auflage von Georg Kaspar Naglers Neuen Allgemeinen Künstler-Lexikon. Ab 1885 war er auch Verfasser zahlreicher Artikel für die Allgemeine Deutsche Biographie (ADB). 1897 erhielt er das Ehrendoktorat der Universität Zürich.

## Veröffentlichungen (Auswahl)
- Bernardino Luini. Zürich 1880
- Jacques-Louis David und die französische Revolution. Zürich 1890 archive.org
- Gottfried Keller als Maler. Orell, Zürich 1894
- Verzeichnis der bedeutenderen Kunstwerke im Künstlergut zu Zürich. Zürich 1901
- Katalog der Erwerbungen der Gottfried Keller-Stiftung von 1891–1904 mit biographischen Notizen, 1904.[4]
- (Hrsg.): Schweizerisches Künstler-Lexikon. 4 Bände, Verlag Huber, Frauenfeld 1905–1917 DNB 560654456
Nachdruck: Kraus, Nendeln/Liechtenstein 1967, DNB 458917060
  - Band 1: A–G, 1905 archive.org
  - Band 2: H–R, 1908 archive.org
  - Band 3: S–Z, 1913 archive.org
  - Band 4: Supplement A–Z, 1917 archive.org
- Ein Künstlerleben im 19. Jahrhundert. Alfred Rethel. Zürich 1914
- Alle ADB-Artikel von Carl Brun